# 雁が原スキー場
雁が原スキー場（かりがはらスキーじょう）は、福井県勝山市にあったスキー場である。近年の豪雪・少雪で営業日が激減し、2019年 - 2020年シーズンは暖冬のために1日も営業できないまま、運営会社である勝山観光施設株式会社が自己破産した。

## 概要
コンパクトなゲレンデであり、勝山市中心部からも近い。
ナイター営業があり、毎年2月第1土曜日はナイターオールナイトとして賑わっていた。
シーズンオフは雁が原スポーツランドとして駐車場でジムカーナ（モータースポーツ）などが行われた。
2000年代半ばまではクワッドリフトの上部にもコースが存在した。
2018年3月よりドローン教習場・練習場が開設され、またロッチ内にはトイドローンの練習場も置かれた。

## 歴史
- 1956年 (昭和31年) - 勝山市初代市長の山内継喜により開設。
- 1961年 (昭和36年) 7月 - 地元経済界の有志によって運営会社「勝山観光施設株式会社」を設立[3]。
- 2018年 (平成30年) 2月 - 豪雪のため一時営業を休止せざるを得なかった[4]。
- 2019年 (平成31年) - 2018-2019シーズンは昨シーズンとは一転、雪不足のため一時営業を休止[5]。
- 2020年 (令和2年) - 運営会社の勝山観光施設株式会社が1月31日に事業停止、2月3日に福井地方裁判所に自己破産を申請[1][3][6]。同年2月5日に破産手続開始決定を受けた[2]。負債2億8千万円[1][3]。記録的な暖冬で積雪がほとんどなく2019-2020シーズンは1日も営業できていなかった。今後の見通しは立っておらず、閉鎖となる見込み[7]。

## リフト
クワッドリフト1基、シングルリフト3基。主にクワッドリフトが運行していた。
- クワッドリフト
- 第1リフトA
- 第1リフトB
- 第2リフト

## 施設
- 雁が原ロッジ
- 駐車場

## アクセス

### 自家用車
- 北陸自動車道福井北ICから約40分。